# Баганський потік
Баганський потік (словац. Bahanský potok) — річка; ліва притока Кицуці, протікає в окрузі Чадця.
Довжина приблизно 5,7—6,0 км. Витік знаходиться в масиві Західні Бескиди (геоморфологічна підодиниця Турзовська Верховина); схил гори Павловска) — на висоті приблизно 650-655 метрів.
Протікає територією сіл Ракова і Сташков. Впадає в Кисуцю на висоті приблизно 430-435 метрів.